# Dicranomyia umbonis
Dicranomyia umbonis är en tvåvingeart som först beskrevs av Alexander 1964.  Dicranomyia umbonis ingår i släktet Dicranomyia och familjen småharkrankar. Inga underarter finns listade i Catalogue of Life.